# Annona salzmannii
Annona salzmannii är en kirimojaväxtart som beskrevs av Alphonse Pyrame de Candolle.
Annona salzmannii ingår i släktet annonor och familjen kirimojaväxter. Inga underarter finns listade i Catalogue of Life.

## Bildgalleri

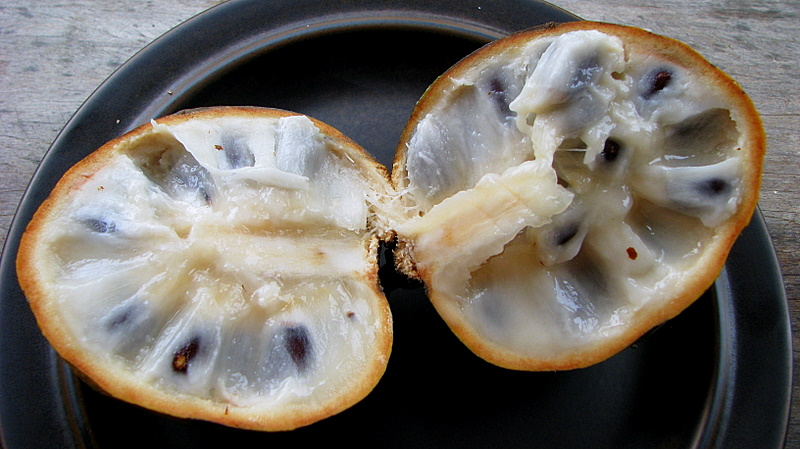
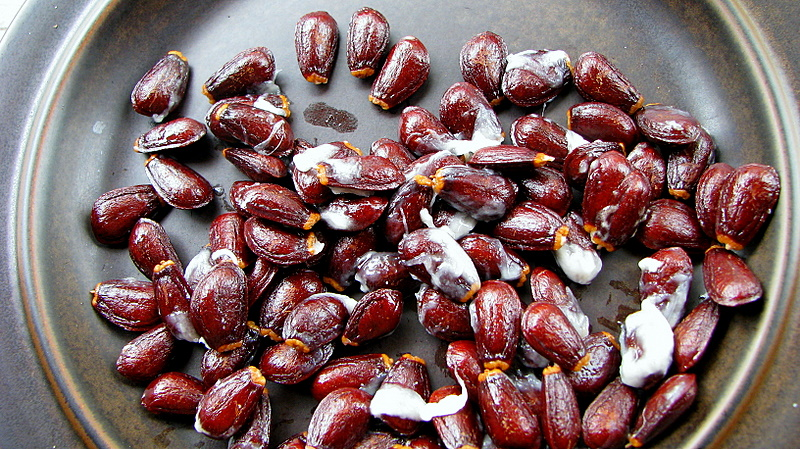
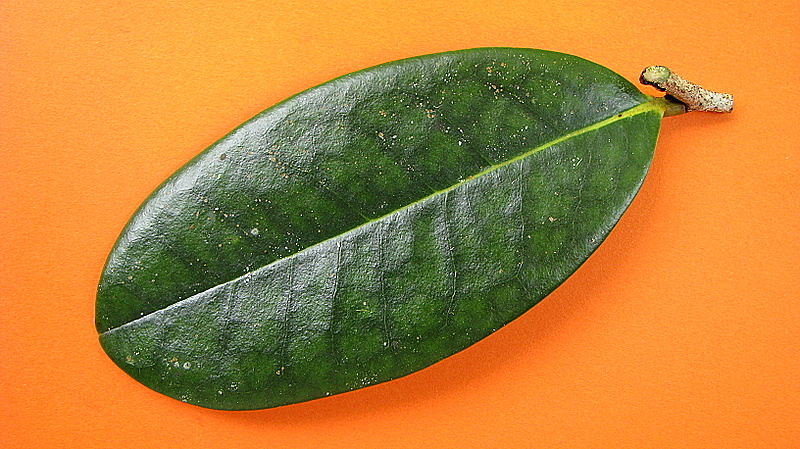
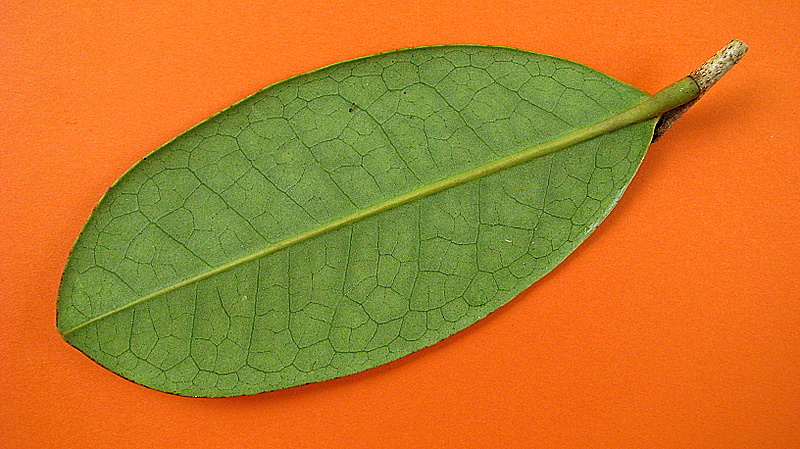
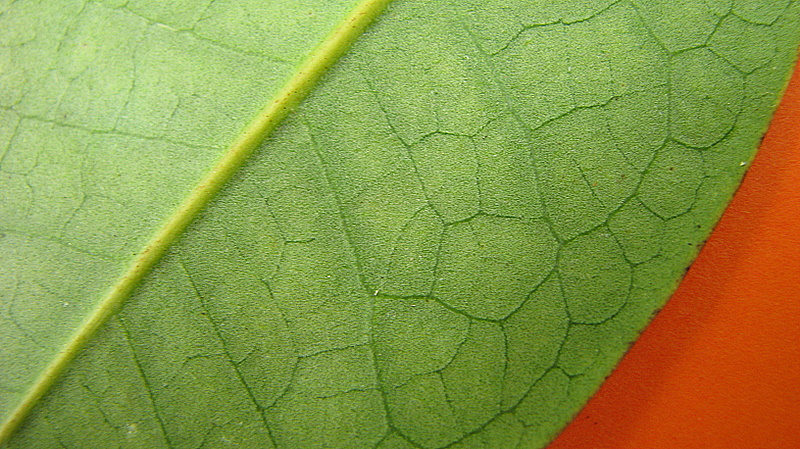
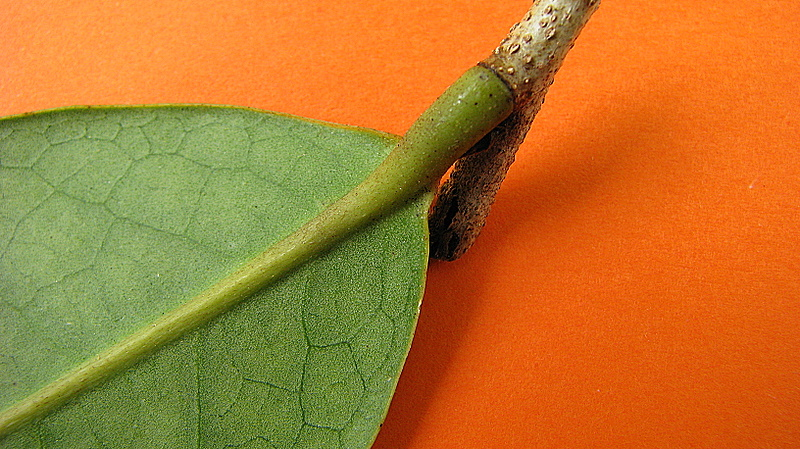